# Haunwöhr
Haunwöhr ist ein Stadtteil von Ingolstadt im Stadtbezirk Südwest. Er setzt sich in etwa aus den Unterbezirken 51 Am Südfriedhof, 52 Haunwöhr und 55 Herz-Jesu-Viertel zusammen.

## Ausdehnung und Lage
Haunwöhr hat eine Fläche von etwa 300 Hektar und wird im Norden von der Donau begrenzt. Im Osten bilden die Gemmingerstraße beziehungsweise die Gustav-Adolf-Straße, im Süden der Südfriedhof und die Unterringstraße die Grenze des Stadtteils. Das Dreieck wird durch die Donau geschlossen.
Die angrenzenden Stadtteile sind im Süden Hundszell und Unsernherrn, im Osten der Stadtbezirk Münchener Straße sowie nördlich der Donau der Unterbezirk 15 Probierlweg. Durch die Lage an der Donau gehört Haunwöhr zu den wenigen Teilen Ingolstadts, in denen Hochwassergefahr besteht.

## Geschichte

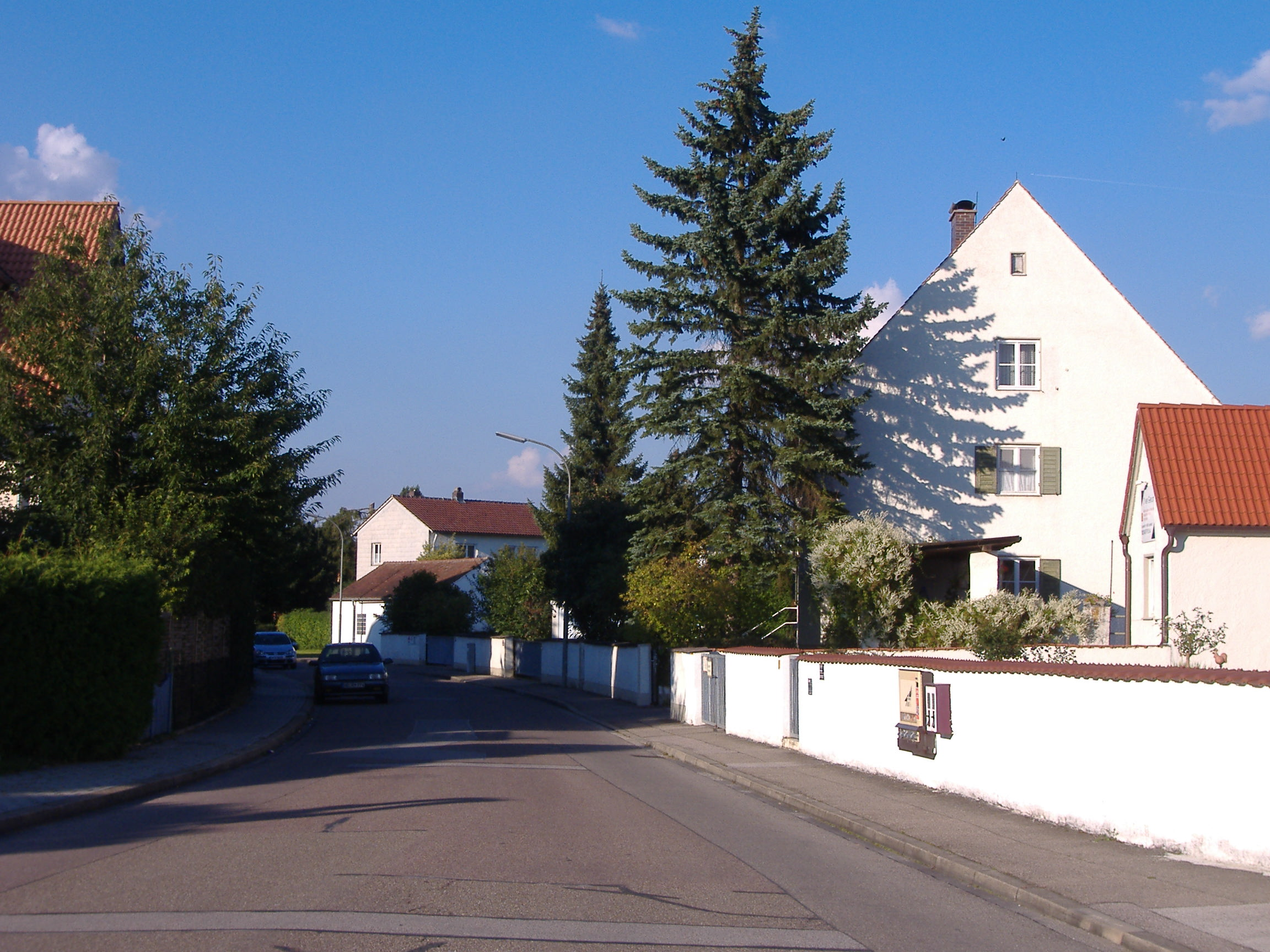
Der alte Ortskern von Haunwöhr im Bereich der Oberringstraße

Haunwöhr wird als Hainwerd  erstmals 1316 in einer Urkunde Ludwigs des Bayern erwähnt, in der Holzlieferungen und Küchendienste der zwischen nördlichem und südlichem Donauarm gelegenen Audörfer festgelegt wurden. Demnach lag Haunwöhr damals am nördlichen Hauptarm der Donau außerhalb des Burgfriedens von Ingolstadt. Einen Einschnitt in der Geschichte Haunwöhrs stellte die Heranführung der nördlichen Donauarms an Ingolstadt um 1360 dar, wodurch Haunwöhr nun nicht mehr direkt am Fluss lag. Für das Jahr 1416 weist das Salbuch zehn steuerpflichtige Anwesen in Haunwöhr aus. Zudem gehörte Haunwöhr nun zu Ingolstadt.
Die 1563 von Philipp Apian vollendeten bairischen Landtafeln zeigen einen Ochsen im Gehege, die frühste Darstellung der Ochsenschlacht. Im 15. und 16. Jahrhundert wurden Viehherden auf Ochsenstraßen aus Ungarn auch nach und durch Bayern getrieben. Östlich von Haunwöhr lag eine Zwischenstation und Weideplatz dieser Handelsstraße. Für das Jahr 1555 weisen die Zollbücher beispielsweise etwa 8000 Stück Vieh aus. Geschlachtet wurde in Ingolstadt allerdings nur ein kleiner Teil dieses Viehs.
Im Jahr 1813 wurde Haunwöhr aus Ingolstadt ausgegliedert. Es gehörte von nun an knapp 150 Jahre zur Gemeinde Unsernherrn im Gerichtsbezirk Ingolstadt bzw. dessen Nachfolgebehörden – ab 1862 als Bezirksamt und seit 1939 als Landkreis Ingolstadt bezeichnet. Der eigentliche Ortskern liegt im Bereich der Feldl- und Oberringstraße. In den 1930er Jahren wuchs Haunwöhr durch die planmäßige Errichtung von Eigenheimsiedlungen östlich der Schrobenhausener Straße erheblich. Am 1. Januar 1962 wurde ein Großteil der Gemeinde Unsernherrn mit dem Ortsteil Haunwöhr durch einen Eingemeindungsvertrag wieder in die Stadt Ingolstadt eingegliedert. Seit den 1970er Jahren ist Haunwöhr im Osten komplett mit den angrenzenden Unterbezirken zusammengewachsen.

## Bevölkerung
In Haunwöhr leben 8210 Personen mit Hauptwohnsitz (Stand 31. Dezember 2015). 1987 hatte Haunwöhr 6489, 1997 bereits 7020 und 2006 dann 7501 Einwohner. Der Anteil der unter 18-Jährigen liegt in den Unterbezirken Neu- und Alt-Haunwöhr bei etwa 15,5 Prozent, im Bezirk Am Südfriedhof bei 18,0 Prozent. Die Bevölkerungsdichte liegt mit 2492 Einwohnern pro Quadratkilometer über dem Ingolstädter Durchschnitt, wobei der Wert im Unterbezirk Alt-Haunwöhr am Höchsten ist.

## Religionen

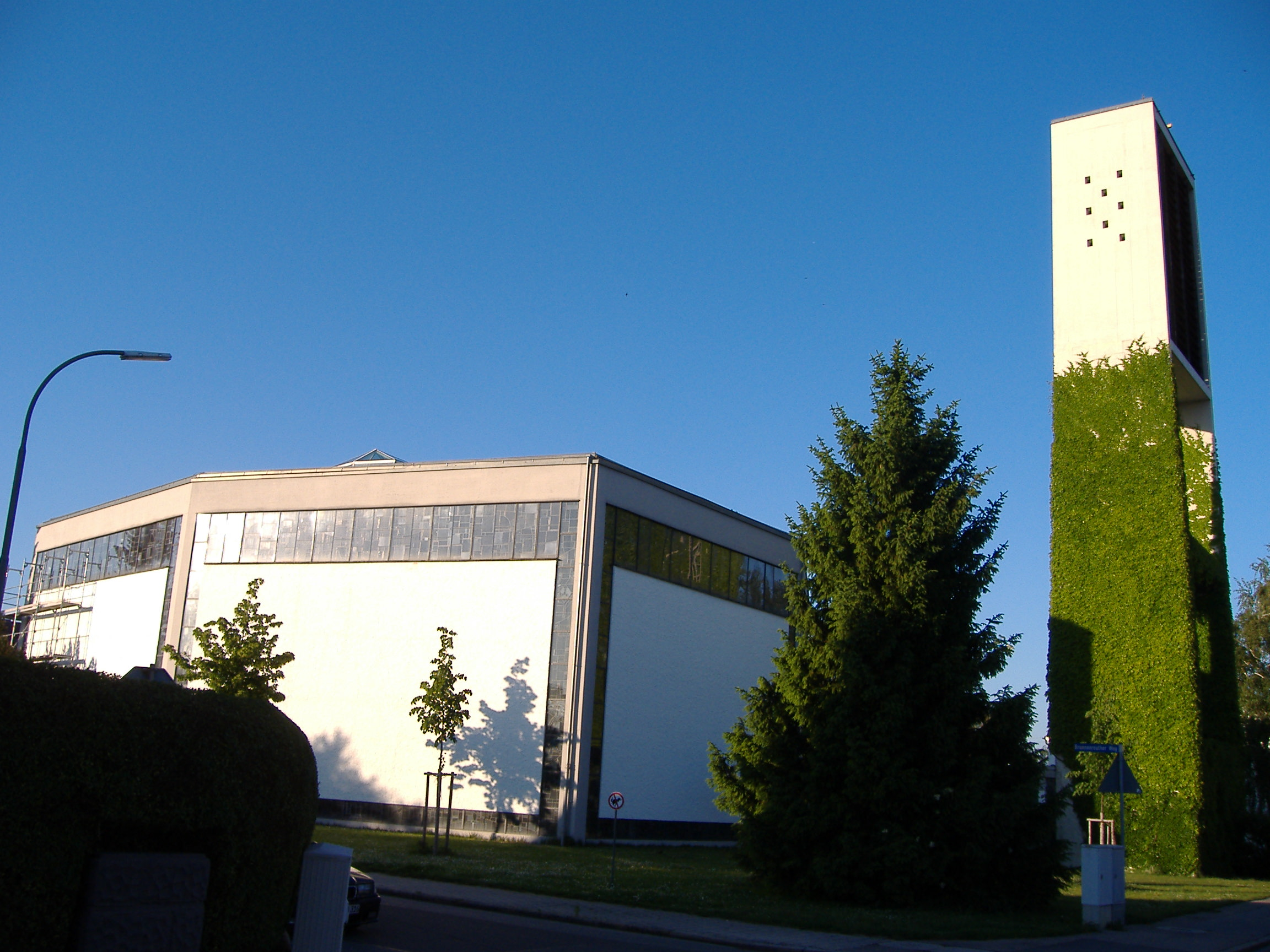
Die Herz-Jesu-Kirche

59,4 Prozent der Haunwöhrer sind katholisch, 19,7 Prozent evangelisch und 20,8 Prozent gehören anderen Konfessionen beziehungsweise Religionen an oder sind bekenntnislos.
Bis zur Errichtung der katholischen Pfarrei Herz Jesu im Jahr 1953 gehörte Haunwöhr zu den Pfarreien St. Anton und St. Salvator (Unsernherrn). Noch heute steht die Pfarrei Herz Jesu zusammen mit der Nachbarpfarrei St. Anton in einem Pfarrverbund zusammen. Mit dem Bau einer Notkirche war 1950 begonnen worden. Diese wurde später, bis Anfang des Jahres 2014, nach einigen kleineren Umbauten, als Pfarrheim genutzt. Die ehemalige Notkirche des Ingolstädter Architekten Ludwig Geith wurde 2014 abgerissen, um einem neuen Pfarrheim Platz zu machen. In den 1960er-Jahren entstand die Herz-Jesu-Kirche.

## Wirtschaft und Infrastruktur
Haunwöhr besteht überwiegend aus Wohngebieten. Nur an der Berliner Straße und der Schrobenhausener Straße gibt es einige Dienstleistungsunternehmen, wie Banken, Apotheken, Supermärkten und Autohändler. An der Donau befindet sich zudem noch ein Kies- und Betonwerk.

### Verkehr
Für den Individualverkehr sind die Haunwöhrer Straße/Hagauer Straße (IN14), die Schrobenhausener Straße (IN15) und die Berliner Straße/Maximilianstraße die wichtigsten Verbindungsmöglichkeiten. Im Öffentlichen Personennahverkehr ist Haunwöhr über die Linienbusse 10, 11, 44 und 45, sowie die Nachtlinien N12, N14 und N15 der Ingolstädter Verkehrsgesellschaft (INVG) erreichbar. Insgesamt gibt es im Stadtteil 13 Bushaltestellen. Bis zur Neutrassierung im Frühjahr 1995 verlief die Bahnstrecke Ingolstadt–Neuoffingen durch Haunwöhr.

### Bildung

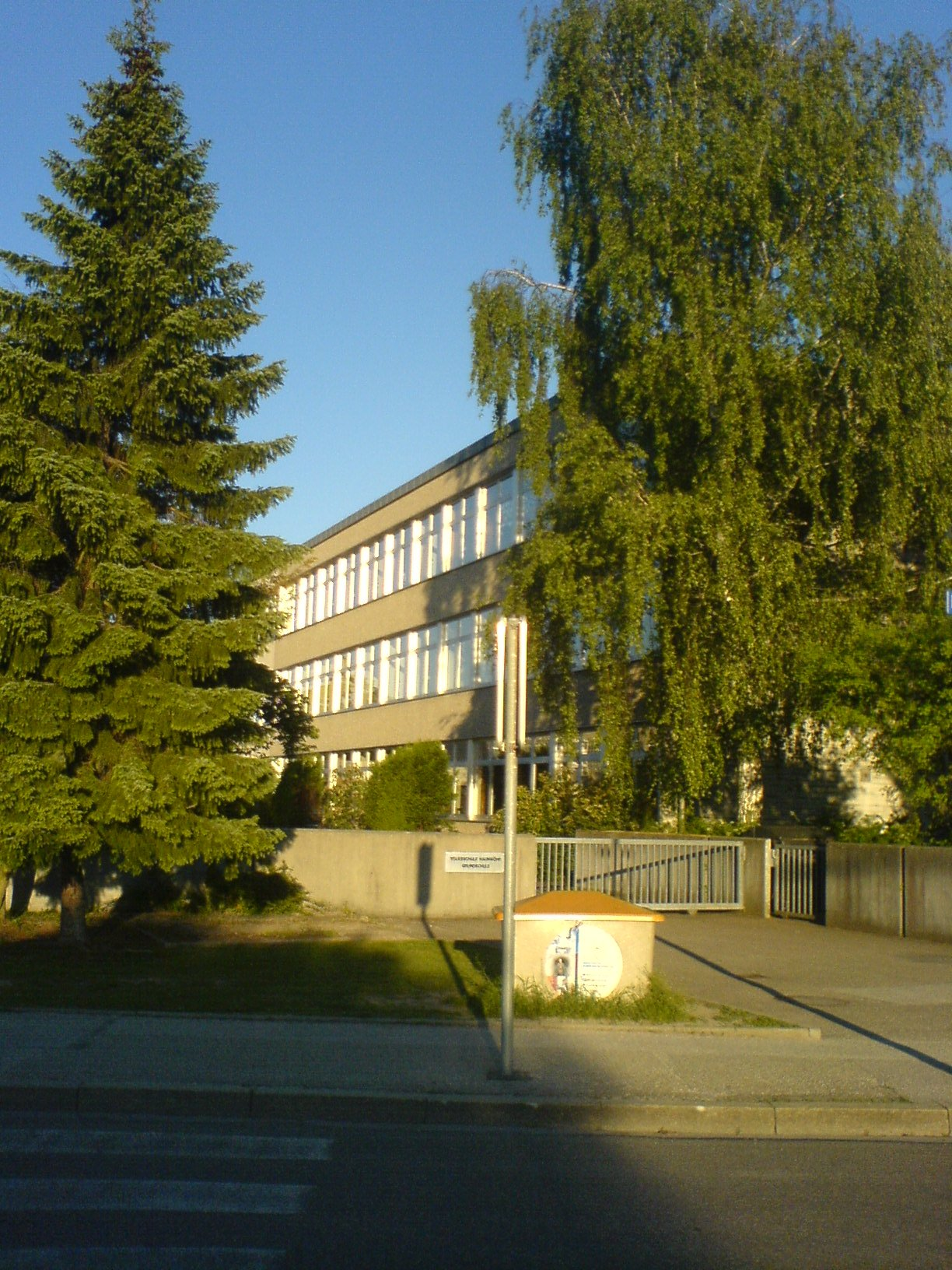
Die Grundschule Haunwöhr

In Haunwöhr gibt es neben der Grundschule Haunwöhr das Schulzentrum Südwest (auch Ochsenschlacht genannt). In ihm befindet sich mit dem Apian-Gymnasium das einzige Ingolstädter Gymnasium außerhalb der Altstadt. Daneben beherbergt das Schulzentrum noch die Fronhofer-Realschule und die Gebrüder-Asam-Mittelschule (ehemals Mittelschule an der Maximilianstraße; bis 2010 war dort auch die Don-Bosco-Schule, eine Grundschule zur individuellen Lernförderung). Auch die Stadtteilbücherei Südwest der Stadtbücherei Ingolstadt ist im Schulzentrum untergebracht.

## Sport und Freizeit
Ältester Sportverein in Haunwöhr ist der SV Haunwöhr, der 1928 gegründet wurde und mit insgesamt acht Abteilungen die Sportarten, Fußball, Gymnastik, Hockey, Karate, Floorball, Inklusionssport, Leichtathletik und Tennis abdeckt. Der SV Haunwöhr hat derzeit mehr als 1000 Mitglieder. Als Spielstätten dienen die Anlagen an der Langgasse und die Sporthalle der Grundschule Haunwöhr. 1957 entstand daneben noch der DJK Ingolstadt, dessen Spielstätte, die Bezirkssportanlage Südwest an das Schulzentrum Südwest angeschlossen sind. Mit 2466 Mitgliedern im Jahr 2007 ist er der mitgliederstärkste Sportverein in Haunwöhr.

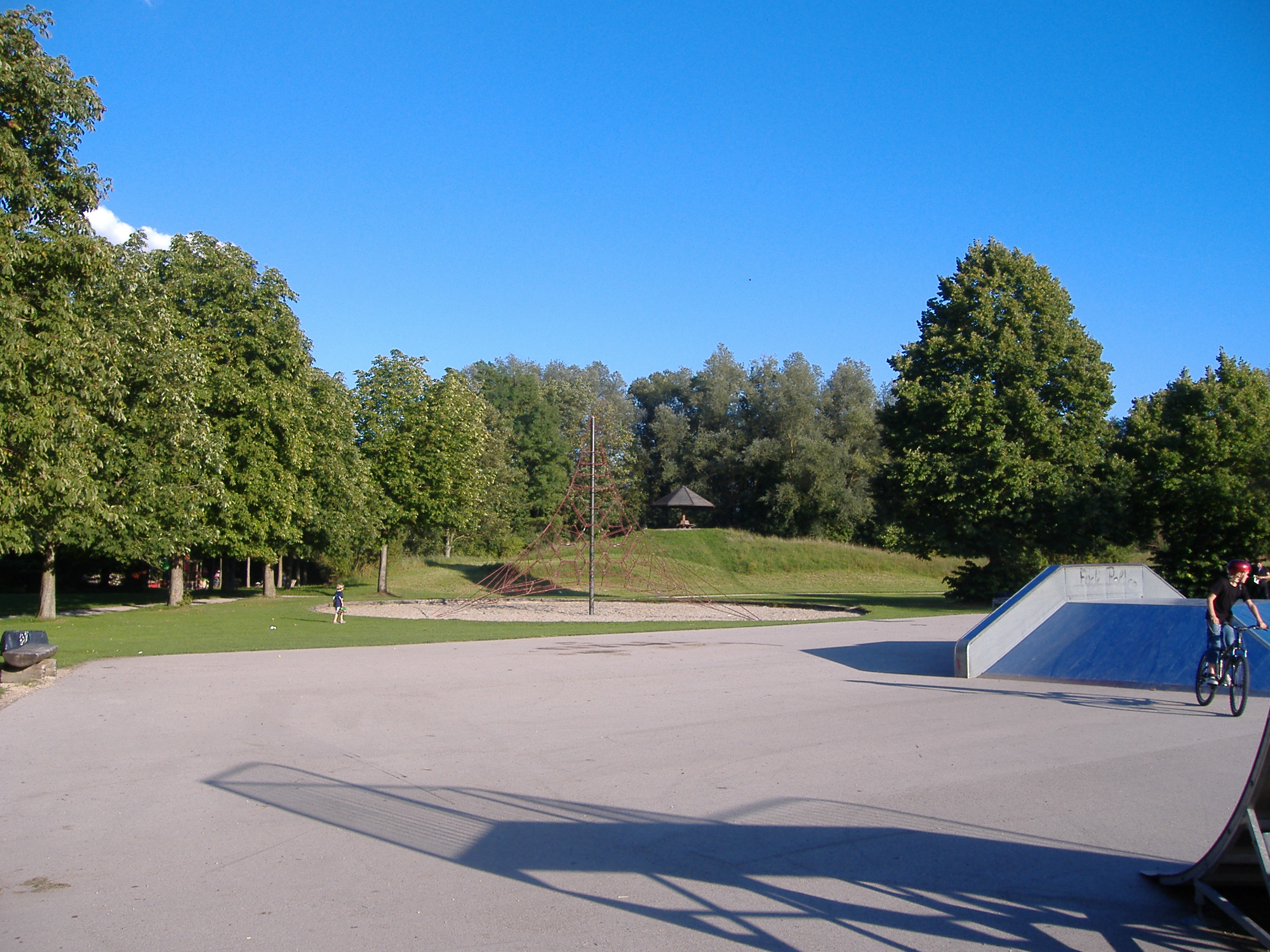
Im Spielpark Fort Peyerl

Größte Grünanlage in Haunwöhr ist der Spielpark Fort Peyerl mit einer Größe von etwa sechs Hektar. Er entstand auf den Überresten des gleichnamigen Vorwerks der Landesfestung Ingolstadt, wobei die Erdwälle der Verteidigungsanlage noch heute erhalten sind. Mit Skateanlage, Bolzplatz und zahlreichen weiteren Spielgeräten ist die Anlage vor allem für Jugendliche konzipiert.
Durch Haunwöhr verläuft auch der Donauradweg. Die Trassierung folgt dabei dem Bahndamm der inzwischen verlegten Donautalbahn.